# ザンジバル諸島

ザンジバル諸島（マフィア島以外を着色）

ザンジバル諸島（ザンジバルしょとう、スワヒリ語:Funguvisiwa la Zanzibar、英語:Zanzibar Archipelago）は、アフリカ大陸東岸、インド洋に位置する諸島である。
ウングジャ島とペンバ島という二つの主要な島と、周辺の島々からなり、これにマフィア島を加える場合もあるが、現在のタンザニアの行政区分では、マフィア島はザンジバル革命政府の自治範囲外のプワニ州に属している。

## ザンジバル諸島の島の一覧

### 主要な島々
- ウングジャ島 - 最も大きく主要な島
- ペンバ島 - 2番目に大きな島
- ラザム島（フング・キジンカジとも） - 小さな無人島[1]
- マフィア島

### ウングジャ島周辺の島々
- バウェ島（英語版）
- チャングー島（英語版）
- チャプワニ島
- ツンバツ島（英語版） - 有人島
- ポポ島
- ダロニ島
- ネンバ島（英語版）
- ウンドェ島
- ウジ島（英語版） - 有人島
- スメ島
- ミウィ島
- プングメ島
- ワレ島
- テレ島
- ウコンベ島
- シュンベ島（英語版）
- ヤンゲ島
- ムロゴ・サンド・バンクス
- パンゲ島

### ペンバ島周辺の島々[2]
- ミサリ島
- ウィクグニ
- カシャニ島
- ココタ島 - 有人島
- フンジ島（英語版）
- ペンベ島
- ウウィンジェ島 - 有人島
- フンド島  - 有人島
- ジャオ島（英語版）
- キサワ・バリ
- キサワ・ハミシ
- キサワ・ゴンベ
- キサワ・カマタ
- コジャニ島  - 有人島
- クジ島 (タンガニ)
- シャミアニ島 - 有人島
- ジョンベ島
- パンザ島 - 有人島
- パナニ島
- スンタマ島
- マツンビニ島
- マツンビニ・マクブワ島
- ワタ・イスレット
- マコオングェ島 - 有人島